# Palazzo delle Esposizioni

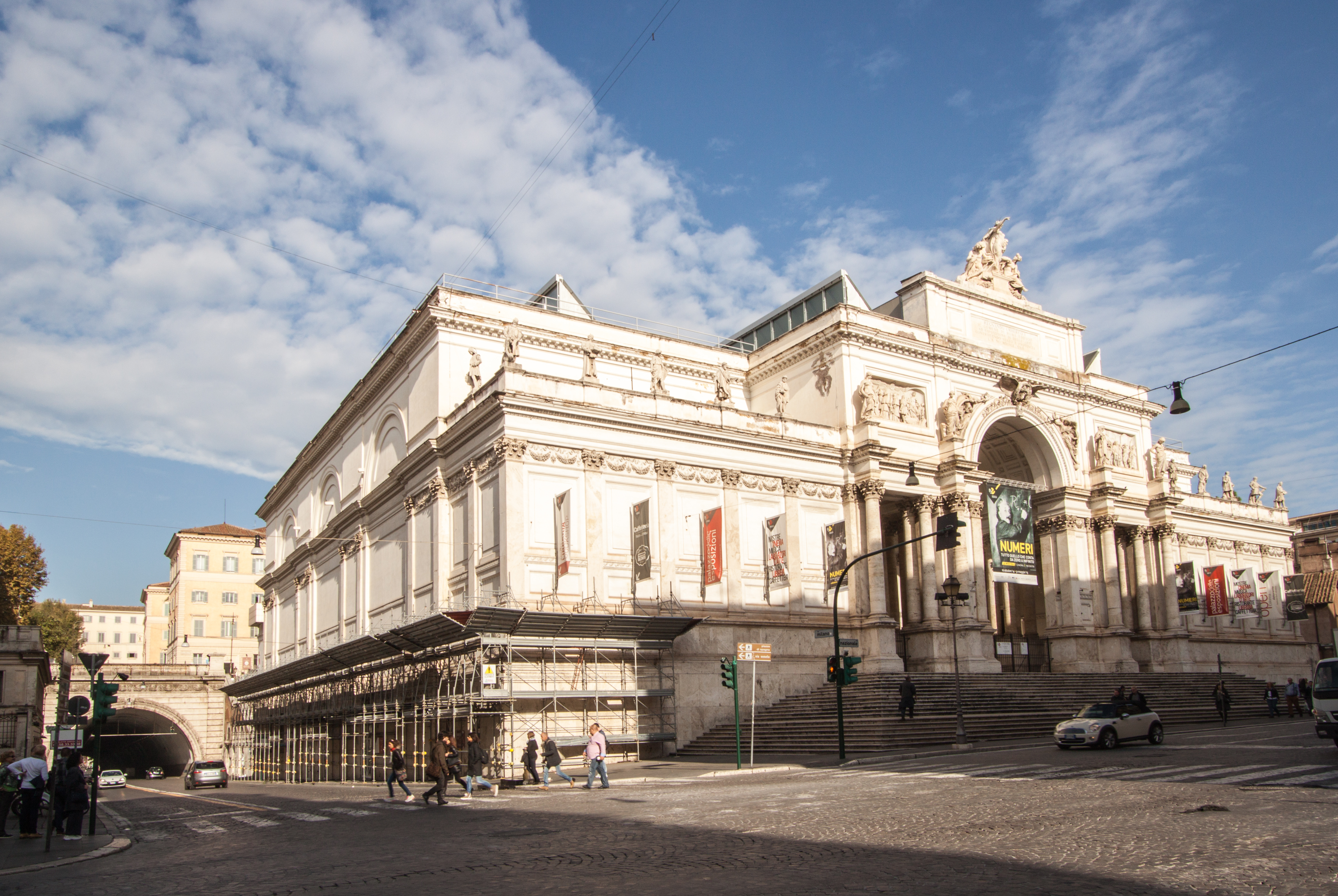
Vista do palácio a partir da Via Nazionale. Do lado esquerdo, o Traforo Umberto I, o túnel que passa por baixo do Palazzo del Quirinale.

Palazzo delle Esposizioni é um grande palácio neoclássico localizado na Via Nazionale, no rione Monti de Roma, bem ao lado da basílica de San Vitale e delimitado ainda pela Via Milano e a Via Piacenza.

## História
Em 1874 terminou a construção da nova estação Roma Termini (um projeto de Salvatore Bianchi) e, entre 1886 e 1890, foi aberta uma nova avenida partindo da Piazza della Repubblica (ou Piazza delle Terme), com base num projeto de Gaetano Koch, cujo traçado ligou as Termas de Diocleciano ao Largo Magnanapoli, perto dos fóruns imperiais, e que rapidamente se tornou um importante eixo viário da nova capital do Reino da Itália.

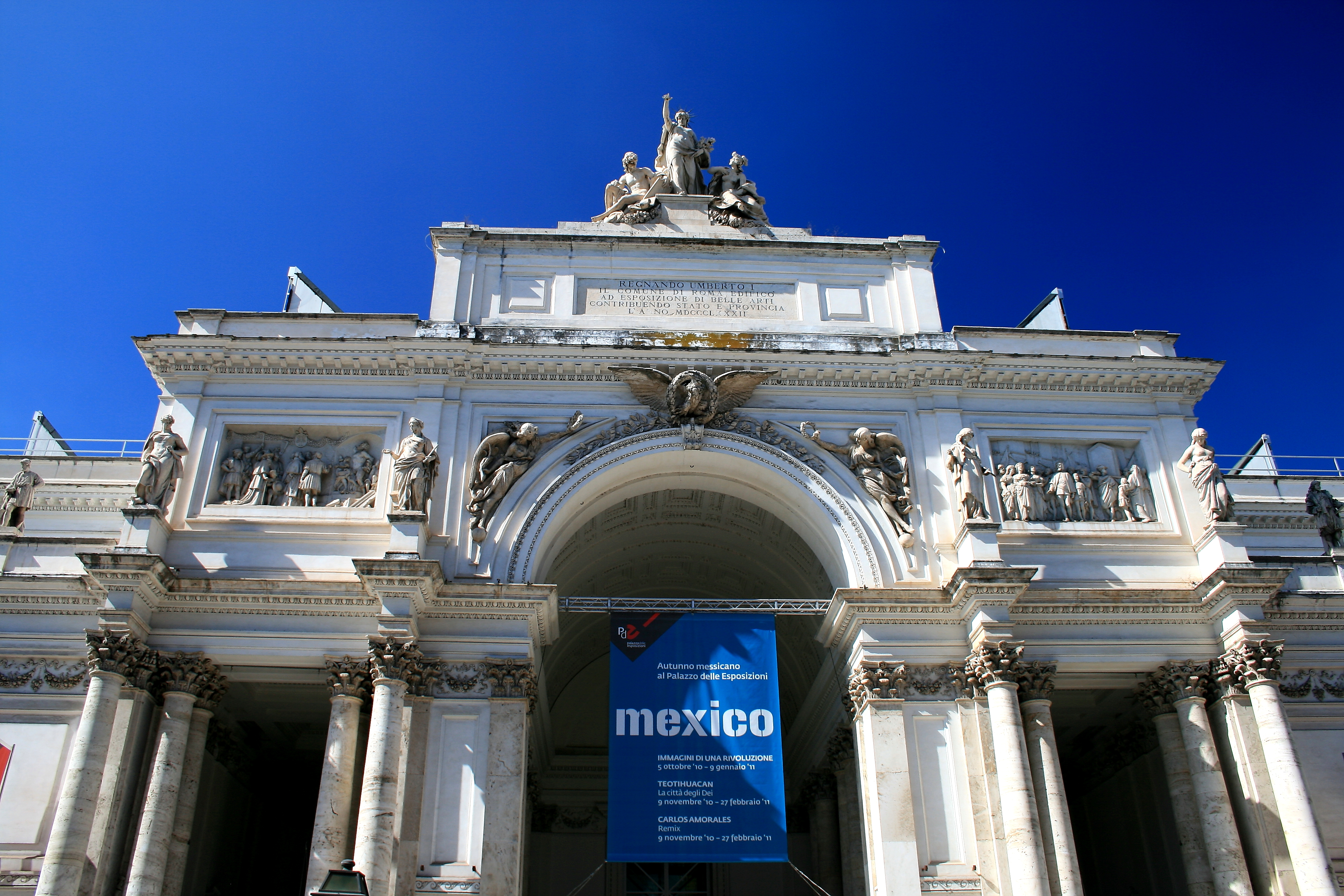
Detalhe da fachada.

As escolhas de planejamento urbano, a localização dos edifícios representativos, os resultados das competições, provocaram, naqueles anos, um debate muito acirrado em torno do conflito entre a construção de uma metrópole moderna e a conservação do magnífico passado da cidade. O concurso para a construção do novo Palazzo delle Esposizioni Nazionali di Belle Arti se situa neste contexto: realizar um edifício que exaltasse a vocação cultural da cidade, o primeiro na Itália totalmente dedicado às Belas Artes que não fosse um museu, mas com a função de documentar sem rupturas a história artística passada e presente de Roma e, ao mesmo tempo, capaz de se comparar com os grandes modelos europeus da época. Um primeiro concurso foi proibido em 1876, pois não estava ainda estabelecido o local onde o novo palácio seria construído (houve quem propusesse a Piazza del Popolo) e nem o montante a ser investido. Ainda assim foram apresentados cerca de 40 projetos, depois expostos no Palazzo del Collegio Romano. Pouco mais de um ano depois, foi anunciada uma segunda competição com a indicação da área da Via Nazionale, considerada a localização mais adequada para o caráter representativo que o prédio tinha que ter e, portanto, não por acaso inserido naquela área de destaque urbano que representava o eixo de acesso à cidade histórica. Setenta e quatro foram os projetos apresentados. Depois de muita polêmica e não sem muita hesitação na própria comissão julgadora, venceu o projeto do arquiteto Pio Piacentini, que tinha como motto a frase "Sit quod vis simplex et unum". As obras começaram em 1880 e o edifício foi inaugurado, em uma cerimônia solene, em 1883.
Nos projetos de Piacentini — e também nos projetos de muitos arquitetos romanos contemporâneos — era evidente uma particular atenção ao design, especialmente por causa do contexto urbano no qual o edifício iria se inserir. No caso do Palazzo delle Esposizioni, Piacentini teve que enfrentar diversas restrições desta natureza (a estreiteza do espaço, o acesso limitado à rua, a diferença de nível devido ao rebaixamento da Via Nazionale, acentuada ainda mais com a construção do túnel) e aplicou muitas soluções inéditas. O edifício foi inaugurado em 21 de janeiro de 1883 com a presença do rei Humberto I da Itália.
Em 1932, os arquitetos Mario Rienzi e Adalberto Libera criam uma nova fachada posterior para o edifício para celebrar a Mostra della Rivoluzione Fascista. Três anos depois, Eugenio Montuori e Pietro Aschieri reestruturaram o interior, criando um bar e espaços para reuniões. Entre 1981 e 1989, Costantino Dardi realizou um amplo programa de restauração, incluindo o desenho geométrico do piso em travertino e peperino, a recuperação do mármore dos revestimentos e das decorações originais, a implantação de uma nova sala multimídia (conhecida como "Forum") e de um pequeno espaço teatral. 
Finalmente, entre 2003 e 2007, Paolo Desideri restaurou toda a estrutura, que foi reaberta ao público em outubro de 2007. Desde então, o palácio vem colocando em prática um rico programa de mostras contemporâneas com muito sucesso.

## Características
O Palazzo delle Esposizioni é o maior espaço de exposições multidisciplinar no centro de Roma. O seu interior, subdividido em tês pisos, conta com mais de 3 000 m2 de área expositiva, uma sala de cinema com 139 lugares e um auditório com 90 lugares, espaços para atividades didáticas, uma biblioteca, um restaurante com 240 lugares e uma cafeteria. Entre as muitas exposições realizadas no local, a mais famosa é a Quadriennale di Roma, que ocorre ali, com raras exceções, desde 1931.